# 久志御殿
久志御殿（くしうどぅん）は、尚貞王の長男・尚純の三男・尚盛、越来王子朝得（1702年-1759年）を元祖とする琉球王族。第二尚氏の分家。王国末期に久志間切（現・東村と名護市の一部）の按司地頭を務めた琉球王国の大名。
一世・朝得の父・尚純は尚貞王の長男で王世子（中城王子）であったが即位前に亡くなり、息子の尚益王が即位したため、王の父たるをもって王号を追贈された。六世・朝熹から久志間切に転任し、以後久志を家名とした。

## 系譜
- 一世・越来王子朝得
- 二世・越来按司朝穎
- 三世・越来按司朝教
- 四世・不詳
- 五世・越来按司朝恭
- 六世・久志按司朝熹
- 七世・久志按司朝春